# Escuintla (departamento)
Escuintla é um dos 22 departamentos da Guatemala, país da América Central, sua capital é a cidade de Escuintla.

## Municípios
1. Escuintla
2. Guanagazapa
3. Iztapa
4. La Democracia
5. La Gomera
6. Masagua
7. Nueva Concepción
8. Palín
9. San José
10. San Vicente Pacaya
11. Santa Lucía Cotzumalguapa
12. Siquinalá
13. Tiquisate